# Kendall Jenner
Kendall Nicole Jenner (sinh ngày 3 tháng 11 năm 1995) là một người mẫu thời trang và nhân vật truyền hình Mỹ. Kendall Jenner lần đầu tiên được sự chú ý của công chúng là vào năm 2007 khi cô xuất hiện trong show truyền hình thực tế Keeping Up with the Kardashians chiếu trên truyền hình cáp E!.
Chương trình có sự góp mặt của anh chị em của cô là Kylie Jenner, Kourtney Kardashian, Kim Kardashian, Khloé Kardashian và Rob Kardashian khiến cả gia đình trở nên nổi tiếng. Kendall bắt đầu làm người mẫu ở tuổi 14. Sau khi thực hiện các chiến dịch quảng cáo thương mại và chụp hình, Jenner đã có những sự đột phá trong năm 2014 và 2015, sải bước trên sàn diễn của các nhà thiết kế thời trang cao cấp trong suốt thời gian diễn ra các tuần lễ thời trang New York, Milan và Paris. Kendall đã xuất hiện trên trang bìa và phỏng vấn ngắn trên các tạp chí như LOVE và nhiều ấn bản quốc tế của Vogue, đại diện toàn cầu của thương hiệu mỹ phẩm Estée Lauder.
Kendall lần đầu tiên xuất hiện ở vị trí thứ 16 trong danh sách những người mẫu có thu nhập cao nhất năm 2015 của tạp chí Forbes, với thu nhập hàng năm ước tính vào khoảng 4 triệu đô la Mỹ. Năm 2017, cô được Forbes bình chọn là người mẫu được trả thù lao cao nhất thế giới.
Kendall Jenner là một phần của phong trào thời trang mới nổi được gọi là "Social Media Modelling" của Harper's Bazaar  và "the Instagirl era" của Vogue (tạp chí).

## Tiểu sử
Kendall Jenner được sinh ra tại Los Angeles, California, là con gái đầu của ông Caitlyn Jenner, vận động viên từng đoạt huy chương vàng Olympic mười môn phối hợp năm 1976 và bà Kris Jenner, ngôi sao truyền hình thực tế. Tên đệm của Kendall là một sự tưởng nhớ đến người bạn thân nhất của bà Kris là Nicole Brown Simpson, người đã qua đời ngay trước khi Kendall được thụ thai.
Caitlyn Jenner cùng người vợ cả và vợ thứ hai, nữ diễn viên Linda Thompson) có với nhau bốn người con là  Burton Jenner, Casey Jenner, ca sĩ nhạc pop indie Brandon Jenner và diễn viên trong loạt phim The Hills - Brody Jenner. Trong khi mẹ của cô, bà Kris Jenner cũng có bốn người con riêng là các ngôi sao truyền hình thực tế nổi tiếng Kourtney Kardashian, Kim Kardashian, Khloe Kardashian và Rob Kardashian.
Kendall lớn lên cùng em gái và anh chị em nhà Kardashians ở Calabasas, California, một vùng ngoại ô cao cấp phía tây Los Angeles. Cô từng học trường Sierra Canyon School trước khi chuyển sang hình thức học tại nhà để theo đuổi công việc người mẫu. Kendall nhận bằng tốt nghiệp trung học năm 2014.
Tháng 5 năm 2014, Kendall đã mua một căn hộ chung cư hai phòng ngủ, 2,5 phòng tắm tại Los Angeles với giá 1,4  triệu đô la Mỹ.

## Sự nghiệp

### Người mẫu
Kendall Jenner bắt đầu làm mẫu ở tuổi 14 khi cô ký hợp đồng với Wilhelmina Models vào ngày 12 tháng 7 năm 2009. Show diễn đầu tiên của cô là trong chiến dịch quảng cáo Rocker Babes With A Twist cho Forever 21 trong tháng 12 năm 2009 và tháng 1 năm 2010. Kendall Jenner cũng đã có hình trên trang bìa của một số ra của tạp chí Teen Vogue vào ngày 19 tháng 4 năm 2010. Vào tháng 9 năm 2011, Jenner là người mẫu trình diễn bộ sưu tập của nhà thiết kế Sherri Hill trong tuần lễ thời trang Mercedes-Benz. Đến cuối năm 2012, Kendall Jenner đã có nhiều lần xuất hiện trên trang bìa các tạp chí tuổi teen  bao gồm American Cheerleader, Teen Prom, Looks, Raine,GenLux, Flavour Magazine, GoGirl, và Miss Vogue Australia. Kendall cũng là người mẫu trong các chiến dịch quảng cáo đồ bơi của White Sands Australia, Leah Madden, and Agua Bendita.
Tháng 4 năm 2013, Kendall xuất hiện trên trang bìa của Harper's Bazaar Ả Rập. Ngày 21 tháng 11, Kendall Jenner đã ký kết hợp đồng với The Society Management. Vào mùa xuân năm 2014, cô là người mẫu trong Tuần lễ thời trang New York cho nhà thiết kế thời trang nổi tiếng Marc Jacobs, tại tuần lễ thời trang London cho Giles Deacon, và tại Paris cho Givenchy  và Chanel. Vào tháng 5 năm 2014, cô xuất hiện lần đầu trong vai trò là người mẫu của The Society Management tại sự kiện gây quỹ Met Gala ở thành phố New York  và Liên hoan phim Cannes. Vào tháng 6 năm 2014, Jenner là đại diện cho tạp chí Interview  và cũng tham gia trong một chiến dịch của Givenchy. Vào tháng 7 năm 2014, Karl Lagerfeld chọn Kendall Jenner làm người mẫu cho Chanel tại Paris. Kendall Jenner có mặt trên trang bìa của "LOVE" trong tháng 8, và cô đã được ca ngợi là "It Girl". Kendall Jenner là hình ảnh trên trang bìa trong hai số tháng 9 của tạp chí Teen Vogue.
Trong tháng 9 năm 2014, Kendall Jenner sải bước tại New York cho Donna Karan, Diane Von Furstenberg, Tommy Hilfiger, và Marc Jacobs; tại Milan cho Fendi, Ports 1961, Bottega Veneta, Pucci, và Dolce & Gabbana; Dolce & Gabbana; và Paris Sonia Rykiel, Balmain, Givenchy, và Chanel. Jenner cũng tham gia vào một cuộc biểu tình theo chủ đề của Chanel về nữ quyền với những chân dài như Gisele Bundchen và Cara Delevingne. Trong tháng 12 năm 2014, Jenner và Delevingne trình diễn trong sự kiện Metiers D’Art của Chanel tại Salzburg.. Tháng 4 /2015, Kendall Jenner xuất hiện trên trang bìa của cả Harper Bazaar và GQ. Tháng 11 / 2015, cô được chọn tham gia trình diễn tại "Victoria's Secret Fashion Show". Tháng 4/2016, biên tập viên của tạp chí Vogue dành thêm một phiên bản đặc biệt dành cho Kendall.
Kendall Jenner có tên trong danh sách "50 người đẹp nhất trên thế giới" vào ngày 9 tháng 4 năm 2014. Ngày 13 tháng 10 năm 2014, tạp chí Time đưa tên chị em Jenner là hai trong số 30 nhân vật tuổi thanh thiếu niên có ảnh hưởng nhất trên các phương tiện truyền thông xã hội. Tháng tiếp theo, trang Models.com xếp Kendall Jenner là người mẫu có số người theo dõi đứng thứ 1 trên Facebook và Instagram, và đứng thứ 2 trên Twitter chỉ sau siêu mẫu Tyra Banks. Ngày 16 tháng 12 năm 2014, Google xướng danh Kendall Jenner là người mẫu được tìm kiếm nhiều thứ hai thế giới trên Google... Tháng 4 / 2015, Kendall đứng vị trí thứ 2 trong danh sách "100 phụ nữ gợi cảm nhất thế giới" của tạp chí FHM. Kendall một lần nữa có tên trong danh sách các nhân vật tuổi thanh thiếu niên có ảnh hưởng nhất trên các phương tiện truyền thông xã hội của tạp chí Time năm 2015. Trong tháng 12 / 2015, Celebrity Intelligence đưa Kendall Jenner lần đầu tiên vào danh sách 'Nhân vật quan trọng' của họ, thay thế Beyoncé Knowles làm đại sứ trong các thương hiệu đình đám nhất. Năm 2015, Kendall được độc giả bình chọn là "Ngôi sao truyền thông xã hội" của giải Model Of The Year Awards…. Suốt năm 2015, Kendall thống trị các mạng xã hội với vị trí người mẫu đứng số 1 trên Facebook và Instagram. Trong thời gian đó, Kendall tăng gấp đôi lượng fan trên các mạng xã hội của mình và vượt qua Tyra Banks để trở thành người mẫu được theo dõi nhiều nhất trên Twitter, giúp cô trở thành người mẫu người được theo dõi nhiều nhất trên thế giới ở tất cả các trang mạng truyền thông xã hội....